# Ian Courtney Julian Galbraith
Ian Courtney Julian Galbraith (* 18. August 1925) ist ein britischer Ornithologe. Sein besonderes Interesse gilt der Familie der Dickköpfe (Pachycephalidae).

## Leben
Galbraith erlangte 1951 den Bachelor of Arts und 1954 graduierte er an der University of Oxford zum Master of Arts. Von Mai 1953 bis Januar 1954 begleitete er den Evolutionsbiologen Arthur Cain (1921–1999) auf eine Expedition der University of Oxford zu den östlichen Salomonen, wo sie fünf neue Vogeltaxa auf Guadalcanal entdeckten. Im September 1955 wurde Galbraith Kurator an der Weichtierabteilung des Natural History Museum in London. Im Februar 1961 löste er Reginald William Sims (1926–2012) als Oberkurator der Vogelabteilung ab, der fortan die Abteilung für Ringelwürmer übernahm. Von Februar bis August 1964 leitete er die zweite von fünf Australienexpeditionen (1962–1968), die vom australischen Philanthropen und Zoologen Harold Wesley Hall finanziert wurden. Hieran nahmen unter anderen Galbraiths Frau Ebba und der Ornithologe Shane A. Parker (1943–1992) teil. 1971 wurde die Vogelsammlung des Natural History Museum von London nach Tring transferiert und im Juli 1976 übernahm Galbraith von David William Snow die Leitung der Vogelabteilung. Im August 1985 ging er in den Ruhestand. 
1955 beschrieb Galbraith gemeinsam mit Arthur Cain in der Zeitschrift Bulletin of the British Ornithologists’ Club die Guadalcanal-Erddrossel (Zoothera turipavae), den Guadalcanal-Buschsänger (Cichlornis turipavae) sowie die Unterarten Petroica pusilla dennisi des Pazifikscharlachschnäppers,  Coracina welchmani amadonis des Salomonen-Raupenfängers und Turdus poliocephalus sladeni der Südseedrossel. Im selben Jahr erschien seine Publikation Variation, relationships and evolution in the Pachycephala pectoralis superspecies (Aves, Muscicapidae). 1962 veröffentlichte er mit seiner Frau das Buch Land birds of Guadalcanal and the San Cristoval group, Eastern Solomon Islands 1974 war er Co-Autor des Buchs The Life of Birds Vol. 2 von Jean Dorst. Im selben Jahr schrieb Galbraith das Kapitel Pachycephalidae in Pat Halls Buch Birds of the Harold Hall Australian Expeditions 1962–1970.
Galbraith ist Mitglied der British Ornithologists’ Union (MBOU), der Zoological Society of London (FZS), der Systematics Association und der Society of Systematic Biologists.